# اریک رولو
اریک رولو (۱ ژوئیه ۱۹۲۶، قاهره، مصر – ۲۵ فوریه ۲۰۱۵، اوز، فرانسه) روزنامه‌نگار، نویسنده و دیپلمات بود. وی از سال ۱۹۸۵ تا ۱۹۸۶ به عنوان سفیر فرانسه در تونس و از سال ۱۹۸۸ تا ۱۹۹۱ در ترکیه خدمت کرد.

## زندگی‌نامه
در سال ۱۹۲۶ با نام الی رافول در یک خانواده یهودی سوری در مصر به دنیا آمد. رولو در سال ۱۹۴۳ به روزنامه کاغذ مصر پیوست. مصاحبه ای با حسن البنا داشت که معروف شد. عقاید کمونیستی او منجر به آزار و اذیت او توسط پلیس مصر شد و در سال ۱۹۵۱ به فرانسه رفت شهروندی فرانسوی گرفت و شهروندی مصری خود را پس داد. به خبرگزاری فرانسه پیوست و در سال ۱۹۵۵ به لوموند پیوست. او همچنین به لوموند دیپلماتیک کمک می‌کرد. پس از انقلاب ۲۳ ژوئیه ۱۹۵۲ در مصر، عبدالناصر برای بهبود روابط خود با فرانسوی‌ها محمد حسنین هیکل را مأمور کرد کارهایی کند او نیز لطفی الخولی را همراه با دعوتنامه جمال عبدالناصر، به پاریس فرستاد تا رولو را تشویق به دیدار از مصر کند، در سال ۱۹۶۳ وی مصاحبه ای با عبدالناصر انجام داد و در آن از آزادی تدریجی زندانیان کمونیست خبر داد. او با صادق قطب زاده آشنایی داشت و در اواخر دهه هفتاد میلادی برای لوموند حوادث انقلاب ایران را پوشش میداد.

## انقلاب ایران
رولو (توسط صادق قطب زاده) با آیت الله خمینی در نجف و پاریس و در تهران مصاحبه‌هایی داشته‌است و بارها به ایران سفر کرده و گزارش تهیه کرده‌است.
آقای خمینی ضمن مصاحبه‌ای که صادق قطب‌زاده، با بردن اریک رولو به نجف، با ایشان ترتیب داده بود. این مصاحبه در ۱۶ اردیبهشت ۱۳۵۷ منتشر شد و ترجمه و پخش و انعکاس آن در ایران، وارد صحنه شد. ...حملات ایشان متوجه شخص شاه و هویدا و فساد دستگاه و خاندان سلطنت بود.

## زندگی سیاسی
فرانسوا میتران، رئیس‌جمهور فرانسه، در سال ۱۹۸۴ او را به یک مأموریت دیپلماتیک غیررسمی نزد معمر قذافی، رئیس‌جمهور لیبی فرستاد تا دربارهٔ خروج نیروهای لیبی مستقر در چاد مذاکره کند. این مأموریت موفقیت‌آمیز بود و او از سال ۱۹۸۵ تا ۱۹۸۶ به عنوان سفیر فرانسه در تونس منصوب شد. درست قبل از انتخابات قانونگذاری ۱۹۸۶، او برای مذاکره - بدون موفقیت - در مورد آزادی گروگان‌های فرانسوی در لبنان، به یک مأموریت محرمانه به تهران اعزام شد. رولو همچنین از سال ۱۹۸۸ تا ۱۹۹۱ به عنوان سفیر فرانسه در ترکیه و به عنوان عضو کمیته راسل در فلسطین خدمت کرد.
وی در ۲۵ فوریه ۲۰۱۵ درگذشت.

## آثار
- فلسطینی آواره ۱۹۷۸  ترجمه بفارسی توسط: حميد نوحي  اين كتاب محصول مصاحبه هاي ابواياد(اسم واقعی : صلاح خلف)، مرد شماره دو سازمان فتح با اريك رولو است.ابواياد از كودكي خود وتاثير اشغال در روح حساس دوران كودكي اش، مسائل مهاجرت و آوارگي همراه خانواده، تا آخرين جنگ هاي لبنان، قرنطينه و تل زعتر، صلح سادات و بسياري چيزهاي ديگر سخن مي گويد و در اين ميان اسرار زيادي را براي اولين بار فاش ساخته و به تجزيه و تحليل آنها مي نشيند.
- پشت صحنه خاورمیانه: خاطرات یک مجله دیپلمات ۲۰۱۲ ISBN 978-2-213-67143-7

رولو بین قاهره و اورشلیم میگردید، شاهد اصلی جنگ های 1967 و 1973 بود و وقایع آن را از پشت صحنه روایت می کرد. او با همه بازیگران اصلی،
از جمله عبدالناصر، لوی اشکول، موشه دایان، گلدا مایر، یاسر عرفات، آریل شارون و انور سادات ملاقات کرده است. کتاب او بیش از یک خاطره،
نگاهی از  درون به درگیری اسرائیل و فلسطین است.